# Untersteckholz
Untersteckholz es una localidad y antigua comuna suiza del cantón de Berna, situada en el distrito administrativo de Alta Argovia, comuna de Langenthal. Limitaba al norte con la comuna de Roggwil, al este con Pfaffnau (LU), al sur con Melchnau y Busswil bei Melchnau, y al oeste con Obersteckholz y Langenthal.
Hasta el 31 de diciembre de 2009 situada en el distrito de Aarwangen. A partir del 1 de enero de 2010 tras la fusión con la comuna de Langenthal, localidad de la misma.